# Бокхорн (Горња Баварска)
Бокхорн (њем. Bockhorn) општина је у њемачкој савезној држави Баварска. Једно је од 26 општинских средишта округа Ердинг. Према процјени из 2010. у општини је живјело 3.522 становника. Посједује регионалну шифру (AGS) 9177113.

## Географски и демографски подаци
Бокхорн се налази у савезној држави Баварска у округу Ердинг. Општина се налази на надморској висини од 460 метара. Површина општине износи 47,2 km².

## Становништво
У самом мјесту је, према процјени из 2010. године, живјело 3.522 становника. Просјечна густина становништва износи 75 становника/km².

## Међународна сарадња
| Мјесто | Држава    | Врста сарадње | Од    |
| ------ | --------- | ------------- | ----- |
|        | Француска | контакт       | 2005. |
| Извор  |           |               |       |